# 金山城 (出羽国)
金山城（かねやまじょう）は、山形県最上郡金山町金山にあった日本の城（山城）。別名の楯山城（たてやまじょう）で呼ばれることが多い。

## 歴史・沿革
金山川左岸に面し、東西に長く延びる標高260メートルの丘陵の西端部に立地しする。町立金山小学校の裏手にあたる。
天正9年（1581年）に、最上義光が小野寺義道を攻めるために、現在の山形県最上郡と秋田県雄勝郡を分ける有屋峠のふもとにある金山の地に、家臣の丹与惣左衛門に命じて城を築かせた。現在の金山町中心部の街割は、丹与惣左衛門の時代に作られたものである。しばしば仙北の小野寺氏と付近の有屋峠付近で小競り合いがあり、与惣左衛門は出陣を繰り返している。
丹氏の後は、鮭延秀綱の家臣・薗部彦右衛門が1000石で入城した。続いて慶長末年までには同じ鮭延氏の家臣・川田三右衛門が城代となっている。元和8年（1622年）、最上家が最上騒動により幕府に改易されると、伊達氏によって廃城になった。

## 考古資料
山頂付近に本丸と二ノ丸らしき遺構が残されている。麓の万宝院に現存する長屋門は金山城の大手門、宝円寺に現存する山門（現在は、前方の金山小学校敷地内に移築）は裏門を移築したものと伝えられている。

## 観光

### アクセス
新庄方面から、国道13号を右折すぐ。金山町役場および金山小学校の裏山が金山城である。通称内町地区が城下町に相当する。